# 劊樂小丑2
《劊樂小丑2》（英語：Terrifier 2）是2022年的一部美国砍杀电影，由達米安·里安编剧、导演、剪辑和制作。该片是2016年《劊樂小丑》的续集，也是以小丑亞特为主角的第三部长片。除了在第一部中分别饰演小丑亞特和维多利亚·海斯的大衛·霍華德·桑頓和薩曼莎·史卡菲迪，本片主演还有勞倫·拉維拉、埃利奧特·富拉姆、萨拉·沃伊特、凯莉·海曼和凯茜·哈特尼特。剧情讲述了在第一部电影事件发生一年后的万圣节之夜，亞特复活并追杀少女西恩娜·肖（拉维拉饰）和她的弟弟乔纳森（富拉姆饰）的故事。
本片源於里安在拍摄完导演处女作短片《第九圈》（The 9th Circle，2009）后不久开始构思的长片概念。原计划的影片概念主要集中在一位天使装扮的女主角身上，但最终未能实现。在前作上映后，里安想让女主角回归——她将演变成西恩娜，里安称她是《劊樂小丑2》的“核心和灵魂”。由于第一部电影被认为缺乏叙事性，里安花了三个月的时间创作了一个以人物为主导的剧本。
由于剧本比第一部更加宏大，需要更多的预算，因此资金筹措十分困难。在拍摄之前，里安是从个人投资者那里获得资金的，他在Indiegogo上发起了一个目标为5万美元的活动，以制作一个以现场特效为主导的场景。活动取得了巨大成功，捐款总额达到25万美元，達到了最初目标的430%。该片是受COVID-19全球大流行影响的众多影片之一，由于大流行的封锁，主要拍摄工作在2020年中停止。
《劊樂小丑2》于2022年8月29日在FrightFest电影节举行了全球首映，2022年10月6日在美国上映，票房大卖，总票房达1500万美元。该片获得了影评人的普遍好评，尤其是对拉维拉和桑顿的表演的讚揚，不过影片的片长也受到了一些批评。许多影评人认为该片比前作有所进步。第三部影片為2024年的《劊樂小丑3》。

## 剧情
迈尔斯縣大屠殺後，小丑亞特被不明實體復活，他殘忍地用錘子杀害了正在調查他屍體的驗屍官。他去自助洗衣店清洗沾滿鮮血的衣服，遇到了“蒼白小女孩”——一個穿著類似小丑服裝的神秘險惡實體。一位只身的顧客看到亞特與他看不見的女孩互動，然後被亞特殺死。
一年後，少女西恩娜·肖完成了她的萬聖節服裝：她父親最近因腦腫瘤去世，為她設計了一件天使戰士的服装。西恩娜的弟弟喬納森想在萬聖節打扮成亞特。喬納森自從在父親的素描本上發現亞特和迈尔斯縣大屠殺受害者的草圖後，就迷上了亞特。那天晚上，西恩娜做了一場噩夢，她遇到了亞特，醒來時發現她的梳妝台上着火，燒毀了她服裝所需的翅膀，而她父親送給她的一把劍卻毫髮無傷。
萬聖節那天，喬納森看到亞特和蒼白小女孩在學校玩一隻死去的負鼠，而西恩娜在朋友阿莉和布魯克討論維多利亞·海斯崩潰并残害有爭議的脫口秀主持人莫妮卡·布朗時感到驚恐發作。西恩娜和阿莉去服裝店購買一雙替換的翅膀，在那裡他們遇到了亞特。亞特殺死了商店小販，隨後闖入阿莉的家中殘害了她。阿莉的母親發現女兒一息尚存的屍體後被殺。
喬納森向西恩娜和母親芭芭拉展示了父親的亞特速寫本，裡面贴滿了與他有關的殺戮剪報，並透露“蒼白小女孩”是他的第一個受害者，名叫埃米莉·克兰，她是馬戲團演員的女兒，屍體在一個化妆拖车里被發現。喬納森认为父親知道如何阻止亞特，但她们不相信他。芭芭拉撕毀速寫本並毆打喬納森後，喬納森离家出走了。芭芭拉隨後發現汽車遭到破壞，在清理汽車時，被亞特殺死了。當喬納森回到家時，他發現了母親的屍體，亞特追趕他，然後給他下藥綁架了他，同时偷走了西恩娜的劍。
在萬聖節派對上，布魯克在西恩娜的飲料中添加了搖頭丸想要讓她心情平复下來，但當她看到蒼白小女孩時，她又感到驚恐發作。布魯克和男朋友傑夫開車送西恩娜回家，但蒼白小女孩在電話中冒充喬納森，引誘西恩娜去一個已停业的嘉年華會上的“恐怖鬼屋”，多年前亞特就是在那里杀死了她。亞特殺死了傑夫，然後追杀布魯克進入鬼屋，最后将她逼入死角并杀害。西恩娜發現了布魯克的屍體，與亞特戰鬥，最后他將她打昏。她醒來時發現亞特用手術刀残害著她的弟弟，于是制服了亞特，並開始用他自己的武器攻擊他。亞特被西恩娜和喬納森多次殺死後不斷復活。他用西恩娜父親的劍殺死了她，並將她扔進了水刑牢房。當亞特啃食喬納森時，西恩娜神秘地被劍復活，最后斬首亞特並救出了喬納森。蒼白小女孩拿走了亞特的頭，然後離開，沒有攻擊西恩娜和喬納森。
在片尾彩蛋的場景中，被送进精神病院的維多利亞嘔吐不止，然後用她的血在牆上寫下了“薇姬+亞特”和一些污言秽语。她生下了亞特的活頭，一名護士看到后驚恐地尖叫。